# Juan Cilley
Juan Germán Cilley (ur. 22 lutego 1898  – zm. 25 lutego 1954) – argentyński piłkarz, grający podczas kariery na pozycji pomocnika.

## Kariera klubowa
Juan Cilley podczas piłkarskiej kariery występował w stołecznych klubach Estudiantes i San Isidro.

## Kariera reprezentacyjna
W 1919 Cilley był w kadrze na Mistrzostwa Ameryki Południowej, na których był rezerwowym. Nigdy nie zdołał zadebiutować w reprezentacji Argentyny.